# 威尔斯大复兴

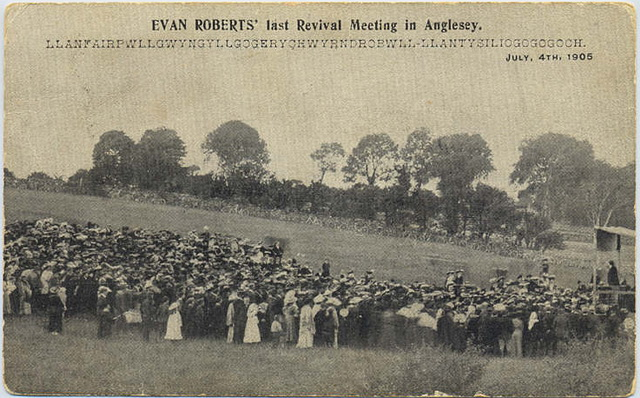
威尔斯大复兴

1904-1905 年的威尔士复兴运动是 20 世纪威尔士最大的基督教复兴运动。 就其对人口的影响而言，它是最具戏剧性的之一，并引发了其他几个国家的复兴。 这场运动使威尔士的教堂在未来许多年里都座无虚席，例如，在斯旺西的芒特普莱森特浸信会教堂的过道上放置了二十年左右的座位。 与此同时，觉醒席卷了英国其他地区、斯堪的纳维亚半岛、欧洲部分地区、北美、印度和东方、非洲和拉丁美洲的传教区。 威尔士的复兴被追溯为当今时代大型教会的根源。
威尔士基督教大复兴特指发生在20世纪初，威尔斯历史上规模最大的一次基督教信仰复兴运动，由一個沒有多少文化的26歲的青年礦工伊凡·羅伯斯所帶動。

## 背景
在英国威尔斯地区，在这次大复兴之前的上一次复兴发生在1859年，但是 一代强有力的圣经教师，例如Christmas Evans(1838),John Elias(1841)、Henry Rees(1869)先后去世。 

## 开始
复兴运动的一位杰出领袖是新码头的卫理公会传教士约瑟夫·詹金斯 (Joseph Jenkins)，他于 1903 年在新码头安排了一次会议，主题是加深对基督的忠诚。 在 1904 年 2 月的一次会议上，弗洛里·埃文斯被引用说“我全心全意地爱耶稣基督”，据说这给会议留下了深刻的印象。 据说这是复兴的开始。 例行的周日聚会和新成立的周中聚会变得热闹起来。 在詹金斯的带领下，约瑟夫詹金斯教会的成员前往附近的其他城镇和村庄。 
9 月，在 Blaenannerch 举行了一次会议。 据报道，这次会议带来了“巨大的祝福”[需要澄清]，消息迅速传遍了整个地区和更远的地方。 《南威尔士每日新闻》报道了这些事件并报道说“第三次伟大的复兴正在全国进行！”——另外两次是威尔士卫理公会复兴和 1859 年卫理公会复兴。
1904 年 11 月，詹金斯应邀作为客座传教士参加在南特莱斯威廉姆斯教堂阿曼福德伯大尼举行的会议。 安排约会时，还没有关于新码头和布莱南内奇众人信主的消息，但周日下午匆忙安排了一次额外的会议，以便约瑟夫詹金斯可以讲述那里发生的事件。 据记载，威廉姆斯曾表示，他担心人们不会对这样的会议感兴趣，而且他对出席人数持怀疑态度； 但是当他到达时，他只能挤进教堂听詹金斯的讲话。
已经安排詹金斯在他返回新码头之前的星期一晚上布道。 教堂里再次挤满了自称相信耶稣的人。 也许最具戏剧性的转折是当人群中的一个人宣布：“明天晚上将在这里举行另一场这样的会议……”那次会议再次出席人数众多，并一直持续到凌晨。 尽管威廉姆斯已经被任命为牧师，但在 1904 年 11 月的那个周末，在詹金斯抵达之前的周六晚上，威廉姆斯有了一次重生经历。
1904 年 12 月，约瑟夫·詹金斯 (Joseph Jenkins) 开始在北威尔士地区进行为期三个月的布道和宣教。 许多会议在 Amlwch、Llangefni、Llanerchymedd、Talysarn、Llanllyfni、Llanrwst、Denbigh 和 Dinorwig 举行，威尔士班戈大学的一些学生获得了重生。 但也许最多的重生发生在贝塞斯达。 复兴运动的另一位领袖 J. T. Job 将 1904 年 12 月 22 日在贝塞斯达耶路撒冷举行的会议描述为“一场飓风”。
伊凡·罗伯斯 (Evan Roberts) 是个年轻人，受到在新码头 (New Quay) 和布莱南内赫 (Blaenannerch) 发生的故事和经历的影响。 他决定前往纽卡斯尔埃姆林接受牧师培训，并在南锡尔迪金的复兴中抵达。 新码头和 Blaenannerch 大规模重生得救的消息已经传到了纽卡斯尔埃姆林，这让一个被送到那里学习的人分心了。 复兴运动的另一位杰出领袖赛斯·约书亚 (Seth Joshua) 来到该地区举行会议，罗伯斯热切地参加了会议。
在纽卡斯尔埃姆林接受三个月的培训后，他将返回拉夫开始他的事工。 他声称有来自圣灵的直接异象：非常具体的异象，例如数字 100,000 代表上帝打算使用他来拯救的灵魂。 随着复兴的展开，据说罗伯斯越来越依赖于他认为是圣灵的引导。
起初对罗伯斯事工的反应很慢，但很快人群就出来了，聚会一直持续到凌晨。 在 Loughor 的会议结束后，罗伯斯组建了一个团队，前往南威尔士山谷巡回演出，以传播复兴运动。

### 高潮
伊凡·羅伯斯（Evan Roberts，1878年6月8日－1951年9月29日）只是一個沒有多少文化的26歲的青年礦工；但是他帶進教會有史以來直到今天，空前的威爾斯大復興。在威爾斯大復興中，一年之內共有十萬人悔改得救，各階層中都有人信主,包括賭徒,賽兔者,都來到基督面前。1909年時，某城已經沒有人获得救赎，因為這裡的人全都得救了。
- 大復興的影響深入整個社會：社會道德大大的改進，人們的的生活大大地改變。
- 酒吧和戲院一家一家地都倒閉了，釀酒業遭到重大的損失；
- 積欠的很久的債務都償清了；
- 偷來的東西都送歸原主；
- 火車上,電車上,礦場里，到處都有禱告聚會；
- 馬夫不再用「三字經」來罵馬，以致馬竟不懂得他們用新言語所發的口令。
- 青年人退還獎章和文憑,因為他是用不義的方法來得到的；
- 社會治安變好，很多地方的法官無案可審，律師也失業了，便組詩班去各地獻詩；
- 國會議員脫離無聊的政治議題，省下的時間便去參加禱告會；
- 報紙沒有暴行和八卦新聞可報導，改為報導各地復興的消息；
- 店裡所存的聖經都買盡了；
- 工人的工作產量,比數年中之產量更多；
- 政治的集會和球賽只能延期,因為議員和球員都參加這復興大會。

### 报纸的角色
这次复兴与以往历次复兴的一个不同之处，是媒体扮演了重要角色。

## 影响
据信在威尔斯大复兴期间，至少有10万人成为基督徒。

## 百年纪念

### 复兴日记
2004年，在威尔斯大复兴100年之后，电影  《复兴日记》 记录了大复兴的完整过程。
线上观看 https://www.youtube.com/watch?v=5M8Fala4o-E （页面存档备份，存于）

### 音乐剧《奇异恩典》
2005年，一部关于威尔斯大复兴的音乐剧《奇异恩典》（页面存档备份，存于）上演。音乐和歌词由Mal Pope创作，书由Frank Vickery写作，该剧在威尔斯斯旺西的大剧院首演，导演是威尔斯剧团的Michael Bogdanov。
2004 年是基督教会历史上最深刻的精神觉醒之一的 100 周年。 复兴席卷威尔士大地。 从那里它回荡到世界许多地方，包括美国。 它在那里点燃了洛杉矶阿苏萨街复兴运动的火种，这是现代五旬节运动和灵恩运动的催化事件。

## 书籍
- War on The Saints, 伊凡·罗伯斯 & 宾路易师母 Diggory Press, ISBN 190536301X
- The Awakening in Wales & Some of the Hidden Springs (republished as Fuel for Revival), Diggory Press, ISBN 184685542X

## 资料
- Evans, Eifion: “Diwygiad 04-05” : 2002
- Gibbard, Noel: “Nefol Dan – Agweddau ar ddiwygiad 1904-1905” : 2004
- Davies, Gwyn: “Golau Gwlad – Cristnogaeth yng Nghymru 200-2000” : 2002
- "Awstin" and other special correspondents of the Western Mail: “The Religious Revival in Wales" 2004
- J Vyrnwy Morgan: “The Welsh Religious Revival 1904-05: A Restrospect and Critique” : 2004